# Lijst van voetbalinterlands Gambia - Guinee
Deze lijst van voetbalinterlands is een overzicht van alle officiële voetbalwedstrijden tussen de nationale teams van Gambia en Guinee. De West-Afrikaanse landen hebben tot op heden 22 keer tegen elkaar gespeeld. De eerste ontmoeting was een vriendschappelijke wedstrijd op 2 mei 1971 ergens in Guinee. Het laatste duel, een groepswedstrijd tijdens de Afrika Cup 2023, werd gespeeld op 19 januari 2024 in Yamoussoukro (Ivoorkust).

## Wedstrijden
| №  | Plaats       | Datum            | Competitie                          | Wedstrijd       | Uitslag |
| -- | ------------ | ---------------- | ----------------------------------- | --------------- | ------- |
| 1  | ?            | 2 mei 1971       | Vriendschappelijk                   | Guinee − Gambia | 4 − 2   |
| 2  | Conakry      | 14 mei 1972      | Afrikaanse Spelen 1973 kwalificatie | Guinee − Gambia | 8 − 0   |
| 3  | Bissau       | 12 januari 1979  | Vriendschappelijk                   | Guinee − Gambia | 1 − 1   |
| 4  | Banjul       | 13 februari 1980 | Vriendschappelijk                   | Gambia − Guinee | 0 − 0   |
| 5  | Bamako       | 2 februari 1981  | Vriendschappelijk                   | Guinee − Gambia | 1 − 1   |
| 6' | Nouakchott   | 21 juli 1983     | Vriendschappelijk                   | Gambia − Guinee | 4 − 1   |
| 7  | Freetown     | 8 februari 1984  | Vriendschappelijk                   | Gambia − Guinee | 2 − 2   |
| 8  | Conakry      | 24 juni 1985     | Vriendschappelijk                   | Guinee − Gambia | 1 − 0   |
| 9  | Bakau        | 15 december 1985 | Vriendschappelijk                   | Gambia − Guinee | 0 − 0   |
| 10 | Conakry      | 16 augustus 1986 | Afrika Cup 1988 kwalificatie        | Guinee − Gambia | 2 − 1   |
| 11 | Banjul       | 30 augustus 1986 | Afrika Cup 1988 kwalificatie        | Gambia − Guinee | 0 − 1   |
| 12 | Dakar        | 26 november 1991 | Vriendschappelijk                   | Gambia − Guinee | 0 − 0   |
| 13 | Freetown     | 28 november 1993 | Vriendschappelijk                   | Guinee − Gambia | 1 − 2   |
| 14 | Banjul       | 19 mei 1996      | Vriendschappelijk                   | Gambia − Guinee | 1 − 1   |
| 15 | Banjul       | 7 december 1997  | Vriendschappelijk                   | Gambia − Guinee | 2 − 2   |
| 16 | Banjul       | 2 juli 2000      | Afrika Cup 2002 kwalificatie        | Gambia − Guinee | 2 − 2   |
| 17 | Conakry      | 16 juli 2000     | Afrika Cup 2002 kwalificatie        | Guinee − Gambia | 2 − 0   |
| 18 | Banjul       | 1 september 2002 | Vriendschappelijk                   | Gambia − Guinee | 1 − 0   |
| 19 | Bakau        | 24 maart 2007    | Afrika Cup 2008 kwalificatie        | Gambia − Guinee | 0 − 2   |
| 20 | Conakry      | 3 juni 2007      | Afrika Cup 2008 kwalificatie        | Guinee − Gambia | 2 − 2   |
| 21 | Bafoussam    | 24 januari 2022  | Afrika Cup 2021                     | Guinee − Gambia | 0 − 1   |
| 22 | Yamoussoukro | 19 januari 2024  | Afrika Cup 2023                     | Guinee − Gambia | 1 − 0   |

## Samenvatting
| Competitie                     | Totaal gespeeld | Winst Gambia | Gelijk | Winst Guinee | Doelsaldo Gambia – Guinee |
| ------------------------------ | --------------- | ------------ | ------ | ------------ | ------------------------- |
| Afrika Cup                     | 2               | 1            | 0      | 1            | 1 − 1                     |
| Afrika Cup-kwalificatie        | 6               | 0            | 2      | 4            | 5 − 11                    |
| Afrikaanse Spelen-kwalificatie | 1               | 0            | 0      | 1            | 0 − 8                     |
| Vriendschappelijk              | 13              | 3            | 8      | 2            | 16 − 14                   |
| Totaal                         | 22              | 4            | 10     | 8            | 22 − 34                   |

GFA · A-internationals · Olympische elftal · Gambiaans vrouwenelftal
Algerije ·
Angola ·
Benin ·
Burkina Faso ·
Burundi ·
Centraal-Afrikaanse Republiek ·
China ·
Comoren ·
Congo-Brazzaville ·
Congo-Kinshasa ·
Denemarken ·
Djibouti ·
Equatoriaal-Guinea ·
Gabon ·
Ghana ·
Guinee ·
Guinee-Bissau ·
Ivoorkust ·
Kaapverdië ·
Kameroen ·
Kenia ·
Kosovo ·
Lesotho ·
Liberia ·
Libië ·
Luxemburg ·
Madagaskar ·
Mali ·
Marokko ·
Mauritanië ·
Mexico ·
Namibië ·
Nieuw-Zeeland ·
Niger ·
Nigeria ·
Oeganda ·
Saoedi-Arabië ·
Senegal ·
Seychellen ·
Sierra Leone ·
Tanzania ·
Togo ·
Tsjaad ·
Tunesië ·
Verenigde Arabische Emiraten ·
Zambia ·
Zuid-Afrika ·
Zuid-Soedan
FGF · A-internationals · Guinees vrouwenelftal
1960-1969 ·
1970-1979 ·
1980-1989 ·
1990-1999 ·
2000-2009 ·
2010-2019 ·
2020-2029
AC 1970 ·
AC 1974 ·
AC 1976 ·
AC 1980 ·
AC 1994 ·
AC 1998 ·
AC 2004 ·
AC 2006 ·
AC 2008 ·
AC 2012
1962 ·
1963 ·
1964 ·
1965 ·
1966 ·
1967 ·
1968 ·
1969 ·
1970 ·
1971 ·
1972 ·
1973 ·
1974 ·
1975 ·
1976 ·
1977 ·
1978 ·
1979 ·
1980 ·
1981 ·
1982 ·
1983 ·
1984 ·
1985 ·
1986 ·
1987 ·
1988 ·
1989 ·
1990 ·
1991 ·
1992 ·
1993 ·
1994 ·
1995 ·
1996 ·
1997 ·
1998 ·
1999 ·
2000 ·
2001 ·
2002 ·
2003 ·
2004 ·
2005 ·
2006 ·
2007 ·
2008 ·
2009 ·
2010 ·
2011 ·
2012 ·
2013 ·
2014 ·
2015 ·
2016 ·
2017 ·
2018 ·
2019 ·
2020 ·
2021 ·
2022 ·
2023 ·
2024
Algerije ·
Angola ·
Benin ·
Bermuda ·
Botswana ·
Brazilië ·
Burkina Faso ·
Burundi ·
Cambodja ·
Centraal-Afrikaanse Republiek ·
Chili ·
China ·
Comoren ·
Congo-Brazzaville ·
Congo-Kinshasa ·
DDR ·
Egypte ·
Equatoriaal-Guinea ·
Ethiopië ·
Gabon ·
Gambia ·
Ghana ·
Guinee-Bissau ·
Indonesië ·
Irak ·
Iran ·
Ivoorkust ·
Kaapverdië ·
Kameroen ·
Kenia ·
Kosovo ·
Lesotho ·
Liberia ·
Libië ·
Madagaskar ·
Malawi ·
Mali ·
Marokko ·
Mauritanië ·
Mauritius ·
Mozambique ·
Namibië ·
Niger ·
Nigeria ·
Noord-Korea ·
Oeganda ·
Rwanda ·
Senegal ·
Sierra Leone ·
Soedan ·
Somalië ·
Swaziland ·
Tanzania ·
Togo ·
Tsjaad ·
Tunesië ·
Turkije ·
Vanuatu ·
Venezuela ·
Vietnam ·
Zaïre ·
Zambia ·
Zimbabwe ·
Zuid-Afrika ·
Zuid-Jemen